# Изофия степная
Изофия степная (лат. Isophya stepposa) — вид прямокрылых насекомых из семейства настоящих кузнечиков.

## Описание
Длина тела 22—25 мм. Общий тон окраски зеленый. По бокам тела проходят полоски жёлтого цвета, иногда слабо выраженные. Яйцеклад самки сильно зазубренный, длиной 12—15 мм. Крылья укороченные, у самцов выступают из-под приподнятой сзади переднеспинки, у самок едва короче половины длины переднеспинки, со скошенным задним краем. Переднеспинка у обоих полов без перетяжки в средней части, её верхний край прямой, а задний — со слабо выраженной дугообразной выемкой.

## Ареал
Эндемик возвышенностей Русской равнины. До 1950-х годов вид был относительно широко распространен в луговых степях Центральной и Восточной Украины. После полной распашки луговых степей ареал и численность вида значительно сократились. В Белгородской области вид достоверно известен по нескольким экземплярам из Губкинского района, где последние находки датируются 1983 годом.

## Биология
Населяет целинные разнотравно-ковыльных степи. Фитофаг — питается листьями трав. Активен в светлое время суток. Период размножения в июле-августе. Самка откладывает яйца в стебли, проделывая в них продольные пропилы своим яйцекладом. Зимуют яйца, из которых в середине мая выходят личинки, развитие которых продолжается около двух месяцев.

## Охрана
Вид занесен в Красную книгу Белгородской области — I категория: Исчезающий на территории области вид. Охраняется на участке «Ямская степь» природного заповедника Белогорье.